# Tengen
Tengen ist eine Landstadt im Hegau im baden-württembergischen Landkreis Konstanz an der Grenze zur Schweiz.

## Geographie

### Stadtgliederung
Zur Stadt Tengen mit den eingemeindeten, früher selbstständigen Gemeinden Beuren am Ried, Blumenfeld, Büßlingen, Talheim, Uttenhofen, Watterdingen, Weil und Wiechs am Randen gehören außer der Stadt Tengen 23 weitere Dörfer, Weiler, Höfe und Häuser. Zu den ehemaligen Gemeinden Beuren am Ried, Blumenfeld, Büßlingen, Weil gehören jeweils nur die gleichnamigen Dörfer. Zur ehemaligen Gemeinde Talheim gehören das Dorf Talheim und das Gasthaus Haus Ehinger (Huihalden). Zur Stadt Tengen in den Grenzen von 1970 gehören die Stadt Tengen, die Siedlung Städtergärten und die Höfe Berghof, Deggenhofen, Haslacherhof, Mittlere Mühle und Untere (Bei-)Mühle. Zur ehemaligen Gemeinde Uttenhofen gehören das Dorf Uttenhofen und die Höfe Hauhof und Talmühle. Zu Watterdingen das Dorf Watterdingen und die Höfe Bucher (Hasler)hof, Wannenhof und Weingarten (Stricker-Rotenbühler)hof. Zur ehemaligen Gemeinde Wiechs am Randen gehören das Dorf Wiechs am Randen (Ober-, Mittel- und Unterwiechs), der Weiler Schlauch, das Gehöft Bauernhof (ehem. Ziegelhütte) und das Haus Wäschbach.
Im Gebiet der Stadt Tengen in den Grenzen von 1970 liegen die Wüstungen Hofstetten, Ilmenstetten und Immenstetten. Im Gebiet der ehemaligen Gemeinde Wiechs am Randen liegt die in Wiechs am Randen aufgegangene Ortschaft Kirchstetten. Der ehemalige Ortsteil Verenahof, damals eine Exklave, kam 1967 im Zuge von Grenzbereinigungen an die Schweiz zur Gemeinde Büttenhardt.

### Geologie

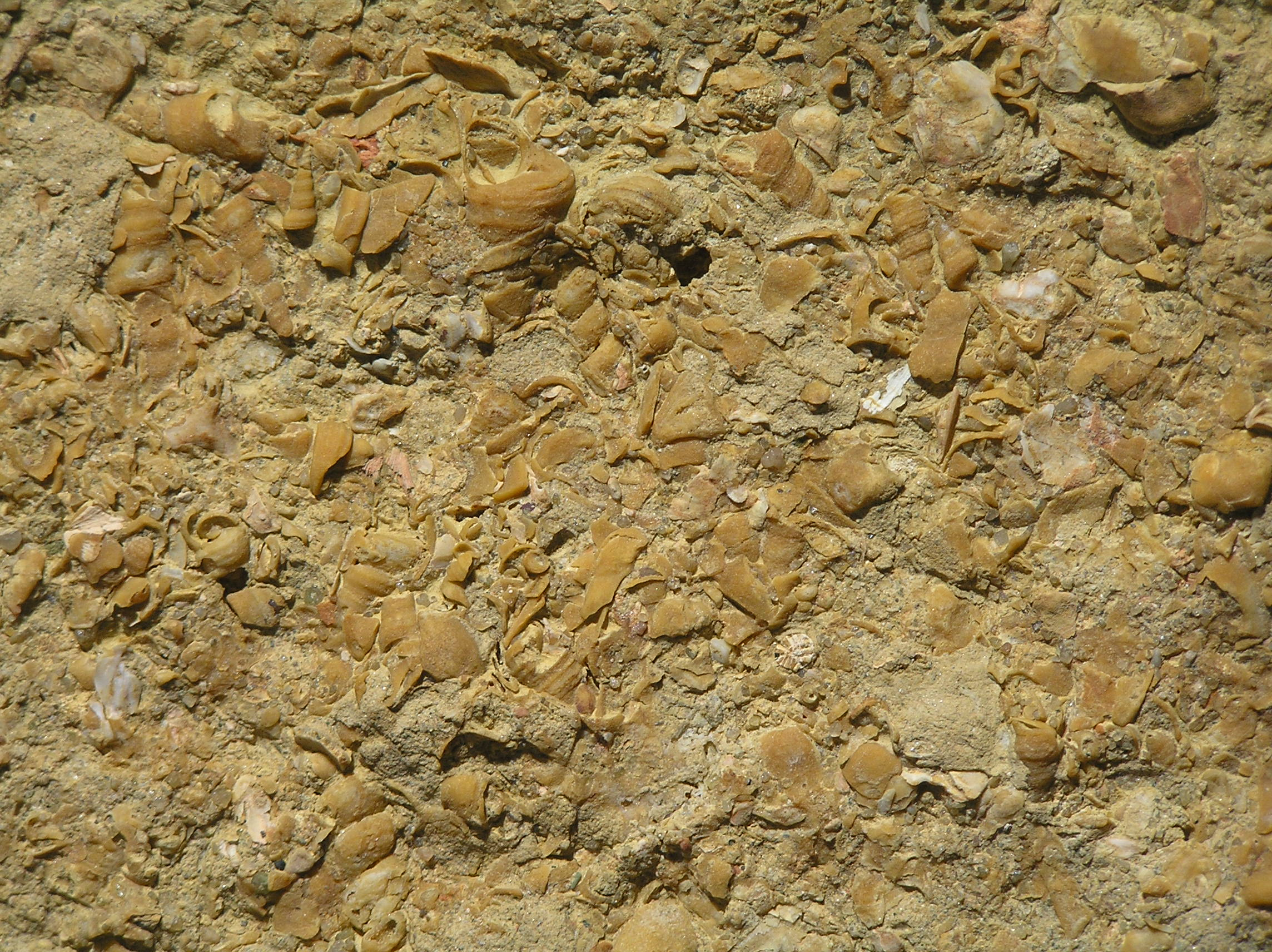
Randengrobkalk aus Tengen

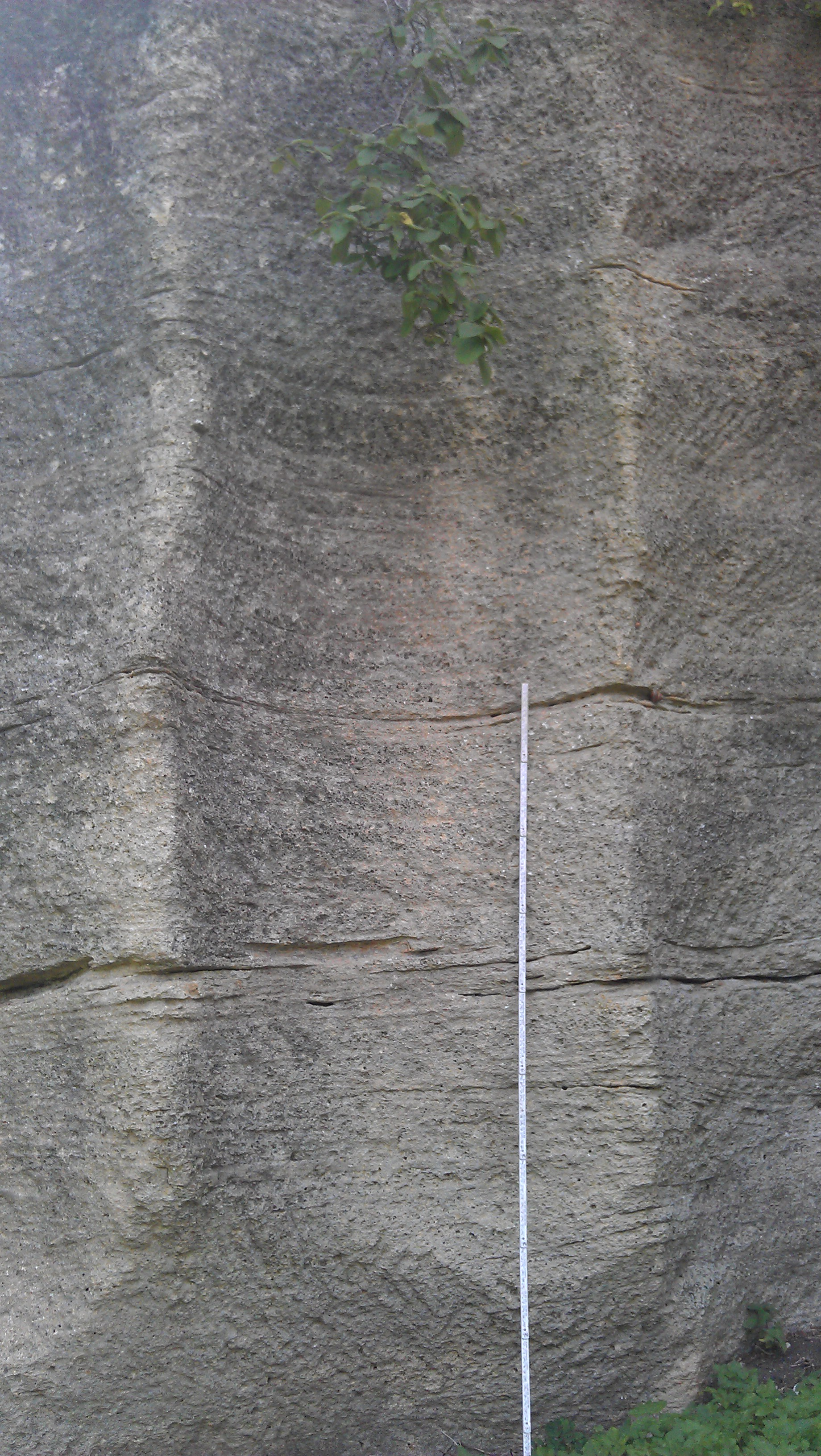
Abbaustelle der Läufer für Mühlsteine, gut zu erkennen an den runden Formen im Gestein

Die ältesten Gesteine rund um Tengen gehören dem Weißen Jura an. Diese Kalke lagerten sich vor rund 140 Millionen Jahren ab. Dem Weißen Jura, welcher heute vorwiegend als Oberjura bezeichnet wird, begegnet man vorwiegend in Schluchten und Taleinschnitten, wo er durch Abtragung der jüngeren Molasseschichten angeschnitten wurde und somit ersichtlich ist.
Die wichtigsten Molasseablagerungen im Raum Tengen gehören zur Oberen Meeresmolasse (OMM). Die sogenannten Randengrobkalke oder Schalentrümmerkalke, die in Tengen und Umgebung fälschlicherweise als Tengener Muschelkalk bezeichnet werden, wurden vor etwa 20 Millionen Jahren abgelagert. In seiner typischen Ausbildung ist der Randengrobkalk ein grobsandiger Schalentrümmerkalk von hellgelber Farbe. Seine Hauptbestandteile sind Muschel- und Schneckenschalen sowie zwischen 20 und 40 % feiner bis grober Quarzsand.
Vollständige Fossilienfunde sind eher selten. Allerdings können Haifischzähne mit einer Größe von bis zu 2 cm gefunden werden. Solche Fossilien von in Salzwasser lebenden Tieren lassen auch den Schluss zu, dass es sich beim Randengrobkalk um eine Ablagerung der Oberen Meeresmolasse handelt.
Die Ablagerungen im Bereich Tengen befinden sich nahe dem ursprünglichen Strandverlauf. Dieser Umstand ist auch ein Grund verschiedener Schichtungen. So können sowohl durchgängige als auch gegenläufige Schichten an Aufschlüssen beobachtet werden. Die gegenläufigen Schichten sind ein ufernahes Gezeitenmuster und werden als Kreuz- oder Grenzschichtung bezeichnet. Eine solche Schichtung ist allerdings nicht der Normalfall.
Der Randengrobkalk war in Tengen und Umgebung ein beliebter Baustein. Die Benutzung des Gesteins als Baumaterial geht bis auf die Römerzeit zurück. So konnte die ehemalige Anwesenheit der Römer durch einen Münzfund in einem Steinbruch in der Nähe von Wiechs am Randen bestätigt werden. Die Römer setzten den Randengrobkalk hauptsächlich als Läufer für Mühlsteine ein. Außerdem wurde der Randengrobkalk, aufgrund seiner Fähigkeit, Wärme zu speichern, als Baustein für Thermen und Hypokaustenheizungen eingesetzt. Auch zum Häuserbau wurde das Gestein eingesetzt. Zuletzt fand der Randengrobkalk, dank seiner Nitrat-Beständigkeit, auch als Bodenplatten im Stallungsbau Verwendung.
Steinbrüche, an welchen der Randengrobkalk abgebaut wurde, befinden sich an folgenden Orten:
- Steinbruch westlich Tengen-Stadt und westlich der Hinterburg, Gewann Flüh, Waldfestplatz
- Steinbruch östlich der Hinterburg im Bereich des heutigen Bauhofs in Richtung Büßlingen,
- Steinbrüche um Uttenhofen,
- Steinbrüche nördlich von Wiechs am Randen (früher teilweise zu Uttenhofen gehörend),
- Steinbruch nördlich der B314 zwischen Tengen und Blumenfeld,
- Steinbruch an der Kreisstraße 6135 unterhalb von Talheim (vermutlich einer Verwerfung im Weißjura).[4]

## Geschichte

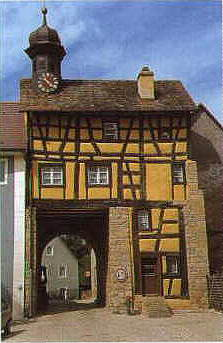
Stadttor in der Tengener Altstadt

### Frühe Geschichte
Als Tengen im Jahre 877 erstmals in einem Brief als Teingon genannt wurde, gehörte es dem Bischof Salomo II. von Konstanz. Die Herren von Tengen erhielten in der Stauferzeit Stadtrechte und Hohe Gerichtsbarkeit. 1275 wurde die hintere Stadt verkauft, wurde habsburgisch und nach weiteren Wechseln schließlich Besitz der Deutschordenskommende Mainau. Die Vordere Stadt war jahrhundertelang im Besitz der Herren von Tengen. 1446 kam der schwäbische Städtebund mit einem Heer in den Hegau und vor Tengen, weil die Hintertengener gefürchtete Raubritter waren. Nach Verhandlungen mit den Vordertengenern durften die Schwaben Hintertengen von Vordertengen aus angreifen, wenn Vordertengen verschont würde. 1522 kam Tengen an Österreich, die hintere Burg wurde drei Jahre zuvor durch einen Brand endgültig zerstört.
Tengen und Tengen-Hinterburg liegen auf einem rund 300 Meter langen und 60 bis 90 Meter breiten Felssporn. Zwischen den beiden liegen eine Stadtmauer und ein Graben, über den nur eine Bogenbrücke führt. Die vordere Stadt ist 200 Meter lang und besteht im Wesentlichen aus einem Marktplatz. Die Ruine Hinterburg ist nur halb so groß, dafür hatte sie einen 32 Meter hohen Bergfried, der noch heute zu sehen ist. Beide Städte hatten Marktrecht, die Hintere Herrschaft Tengen erhielt es 1291 durch König Rudolf I. Sie konnte es aber nicht nutzen, weil für einen Markt gar kein Platz da war und weil es, da die vordere Stadt andere Herrschaften hatte als die hintere Stadt, keine eigene Zufahrt hatte; lediglich ein Fuß- und Eselsweg führte zur hinteren Stadt hinauf.

### Verenahof
Als Kuriosum galt lange Zeit der Verenahof. Dieser 43 Hektar große Bauernbetrieb war ganz umgeben von Schweizer Gebiet. Im Dorf Büttenhardt im Kanton Schaffhausen hatte die Tengener Grafschaft ehemals Besitz. Der Hof gelangte daher 1806 an das Großherzogtum Baden und gehörte zum heutigen Ortsteil Wiechs. Lange war der Verenahof neben Büsingen eine deutsche Exklave. Am 4. Oktober 1967 wurde der Verenahof in einem Staatsvertrag durch Landtausch Schweizer Hoheitsgebiet. Beim Rathaus in Wiechs am Randen und beim Alten Schulhaus in Büttenhardt stehen als Andenken noch die alten Grenzsteine.

### Räumliche Entwicklung des Stadtgebiets

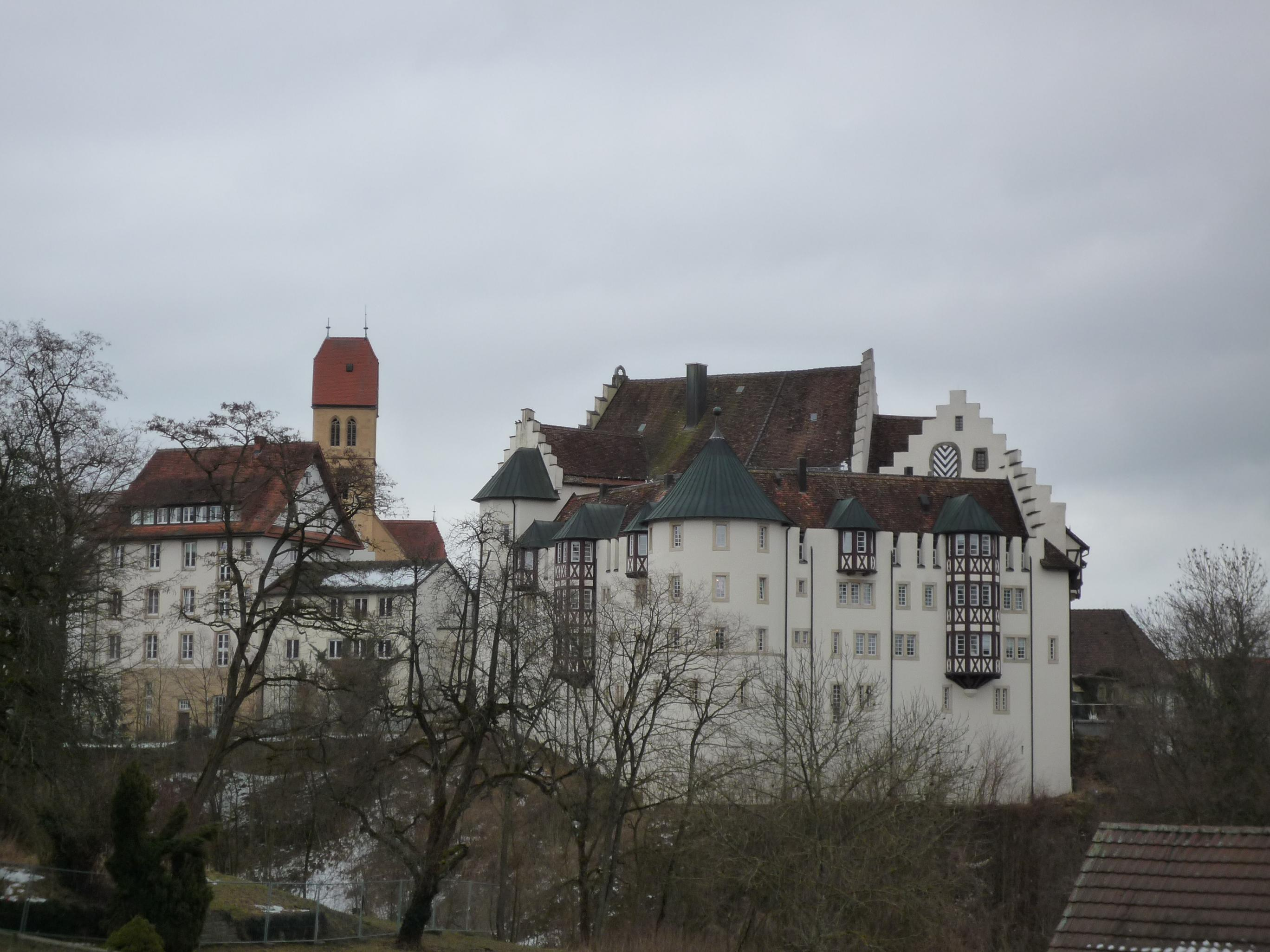
Schloss Blumenfeld

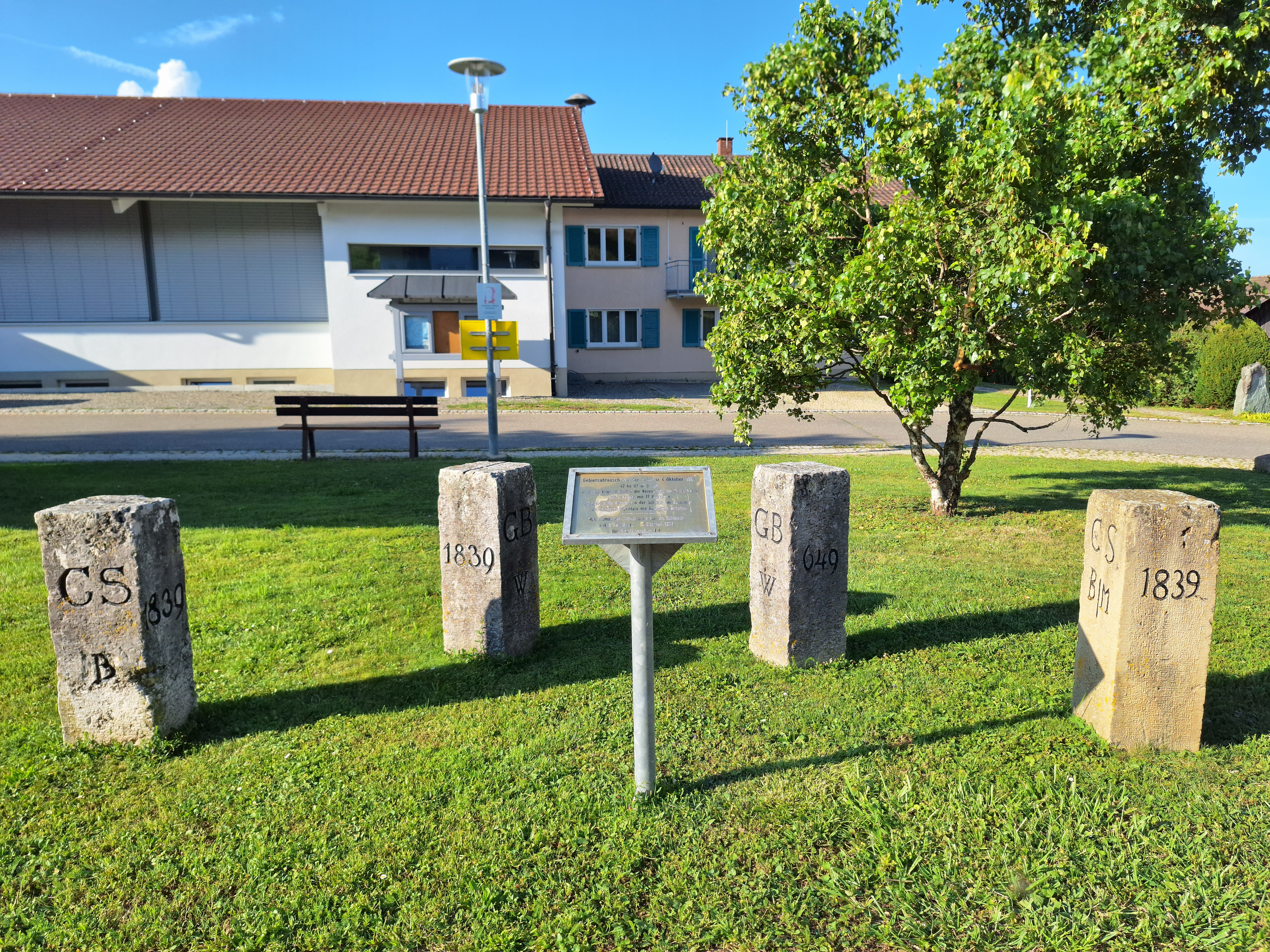
Ausgemusterte, durch Gebietstausch im Jahr 1967 überflüssig gewordene Grenzsteine von der ehemaligen „Hauptgrenze“ im Schlauch in Wiechs am Randen

Durch Eingemeindungen kamen am 1. Januar 1971 Talheim und Uttenhofen sowie am 1. Januar 1973 Blumenfeld zu Tengen. Beuren am Ried wurde am 1. Januar 1972 in Büßlingen, Weil am 1. Januar 1972 in Watterdingen eingemeindet. Am 1. Januar 1975 wurde aus Tengen, Büßlingen, Watterdingen und Wiechs am Randen die neue Stadt Tengen gebildet.

## Religionen
Tengen ist seit jeher römisch-katholisch geprägt. Auch heute finden sich eine römisch-katholische Kirche (St. Laurentius) und eine römisch-katholische Kapelle (St. Georg) in Tengen wieder. Es gibt auch eine kleine evangelische Gemeinde im Ort.

## Politik

### Gemeinderat
Der Gemeinderat besteht aus den gewählten ehrenamtlichen Gemeinderäten und dem Bürgermeister als Vorsitzendem. Der Bürgermeister ist im Gemeinderat stimmberechtigt.
Seit der Kommunalwahl am 9. Juni 2024 hat der Gemeinderat in Tengen 16 Mitglieder (davor 22). Bei der Wahl ergab sich bei einer Wahlbeteiligung von 69,26 % (2019: 66,15 %) folgende Sitzverteilung:
| Partei / Liste                       | Stimmenanteil | Sitze | 2019             |
| CDU/Unabhängige Wähler               | 30,65 %       | 5     | 28,6 %, 6 Sitze  |
| Freie Wählervereinigung Randen e. V. | 40,96 %       | 6     | 46,6 %, 10 Sitze |
| Freie Bürger/SPD                     | 28,39 %       | 5     | 24,9 %, 6 Sitze  |

### Bürgermeister
Bürgermeister von Tengen war von 1973 bis 2015 Helmut Groß. Bei der Wahl am 1. März 2015 trat er aus Altersgründen nicht mehr an. Zum Nachfolger wurde Marian Schreier gewählt – zum Zeitpunkt der Wahl mit 25 Jahren der jüngste Bürgermeister Deutschlands. Bei der Bürgermeisterwahl 2023 trat Schreier nicht mehr an. Am 19. März 2023 wurde Selcuk Gök (SPD) mit 50,3 Prozent der Stimmen zum Bürgermeister gewählt. Er trat das Amt am 27. April 2023 an.
- 1973–2015: Helmut Groß (* 1948 in Crailsheim)
- 2015–2023: Marian Schreier (* 8. Februar 1990 in Stuttgart; SPD)
- seit 2023: Selcuk Gök (* 1997 in Mannheim; SPD)

### Wappen
| Wappen der Stadt Tengen | Blasonierung: „In Rot ein aufgerichtetes silbernes Einhorn, zwischen dem linken Vorder- und Hinterfuß einen silbernen Schild haltend, darin ein gradarmiges schwarzes Tatzenkreuz.“ |
| Wappen der Stadt Tengen | Wappenbegründung: Die Stadt ist aus den ehemals selbstständigen Siedlungen Tengen-Dorf, -Stadt und -Hinterburg 1876 zu einer Gemeinde zusammengelegt worden. Lediglich Tengen-Hinterburg, das 1305 an Habsburg und 1488 an den Deutschen Orden kam, hatte nur in habsburgischer Zeit Siegel geführt (Abdrucke seit 1396). Sie enthielten den Habsburger Löwen mit zwei Ringen als Beizeichen. Im Jahre 1902 nahm die Stadt das Wappen der Herren von Tengen, ein silbernes Einhorn in Rot, als Gemeindewappen an. Infolge der Neubildung der Stadt durch Eingliederung und Zusammenschluss von neun Gemeinden wurde das Wappen am 15. März 1976 vom Landratsamt Konstanz neu verliehen, jedoch um das Deutschordens-Wappen bereichert, zur Unterscheidung von gleichartigen Stadtwappen und im Hinblick auf die ehemalige Zugehörigkeit der meisten Ortsteile zur Deutschordens-Herrschaft Blumenfeld. |

Wappen der ehemals eigenständigen Gemeinden

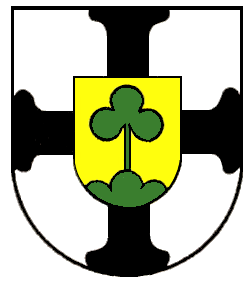
Beuren am Ried
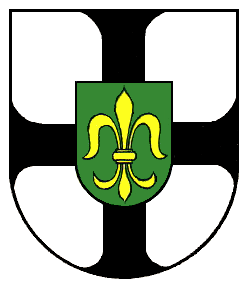
Blumenfeld
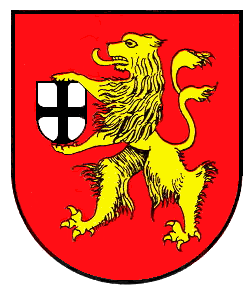
Büßlingen
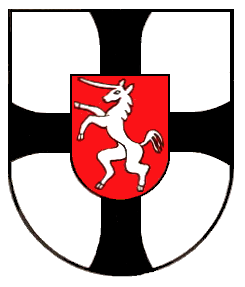
Talheim
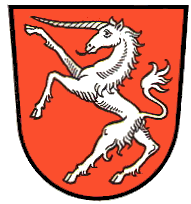
Tengen (alt)
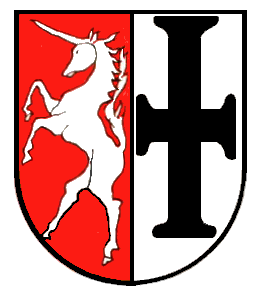
Uttenhofen
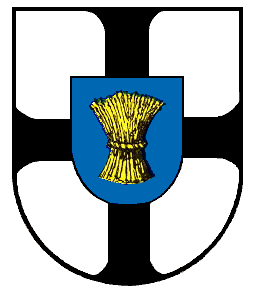
Watterdingen
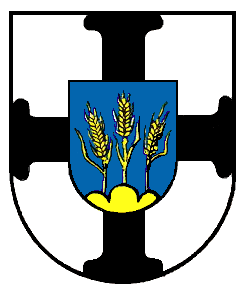
Weil
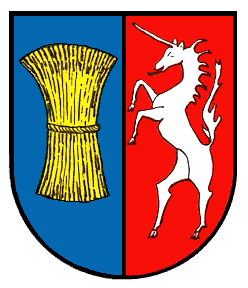
Wiechs am Randen

## Wirtschaft und Infrastruktur

### Verkehr
Mit öffentlichen Verkehrsmitteln ist die Stadt im Stundentakt mit dem Bus von Engen aus erreichbar (außer Sonntag), der nach Ankunft des Eilzugs von Konstanz abfährt.
Tengen ist durch die Bundesstraße 314 (Lauchringen – Singen (Hohentwiel)) an das überregionale Straßennetz angebunden.
Durch die Gemeinde verläuft als Landes-Radfernweg der Heidelberg-Schwarzwald-Bodensee-Radweg. Er führt von Heidelberg nach Radolfzell. Er verläuft von Donaueschingen kommend über Tengen und Singen an sein Ziel.

### Bildungseinrichtungen
In Tengen gibt es eine Grund- und Werkrealschule. Außerdem gibt es drei Kindertagesstätten im Ort.

## Kultur und Sehenswürdigkeiten

### Historische Bauwerke

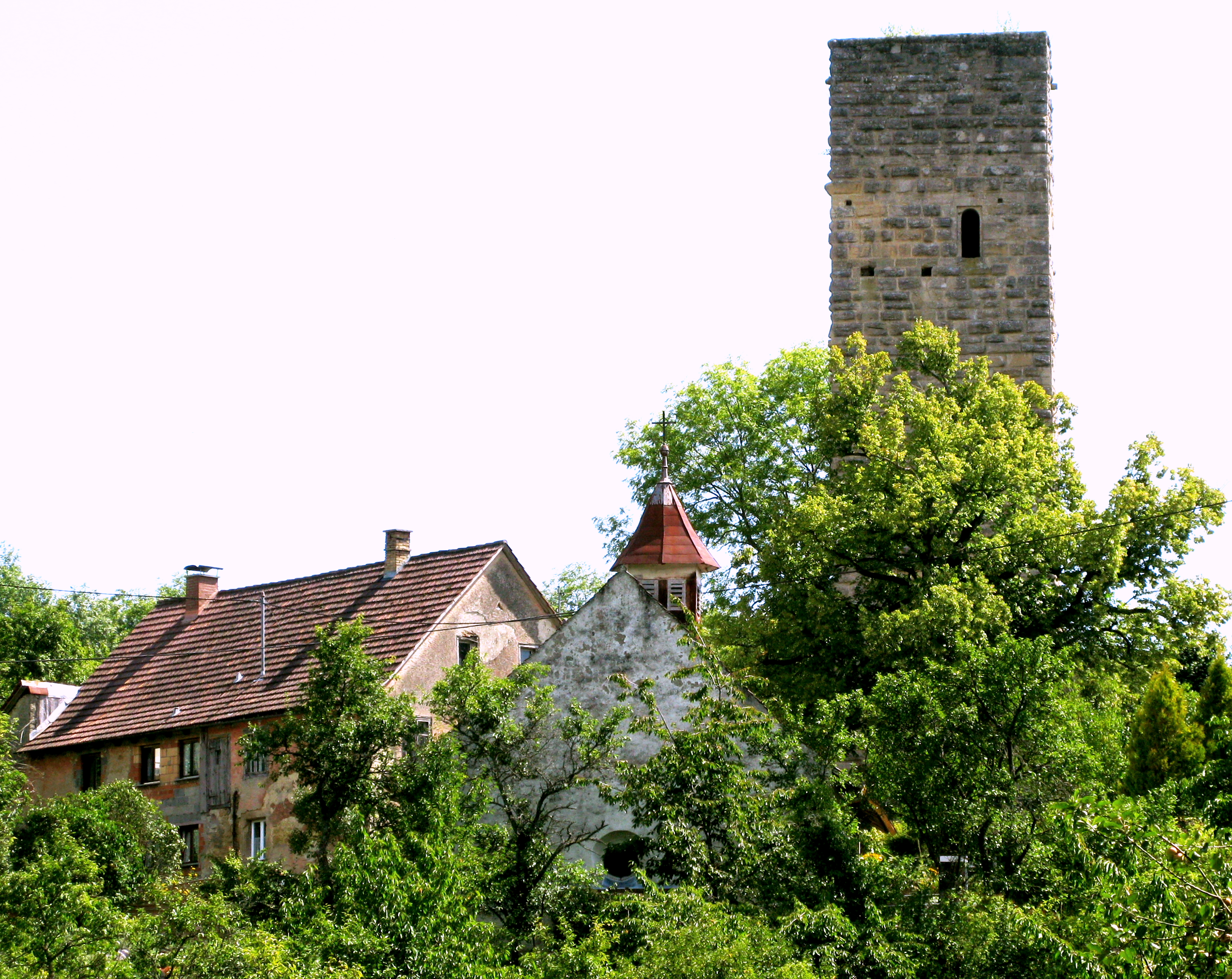
Burg Tengen

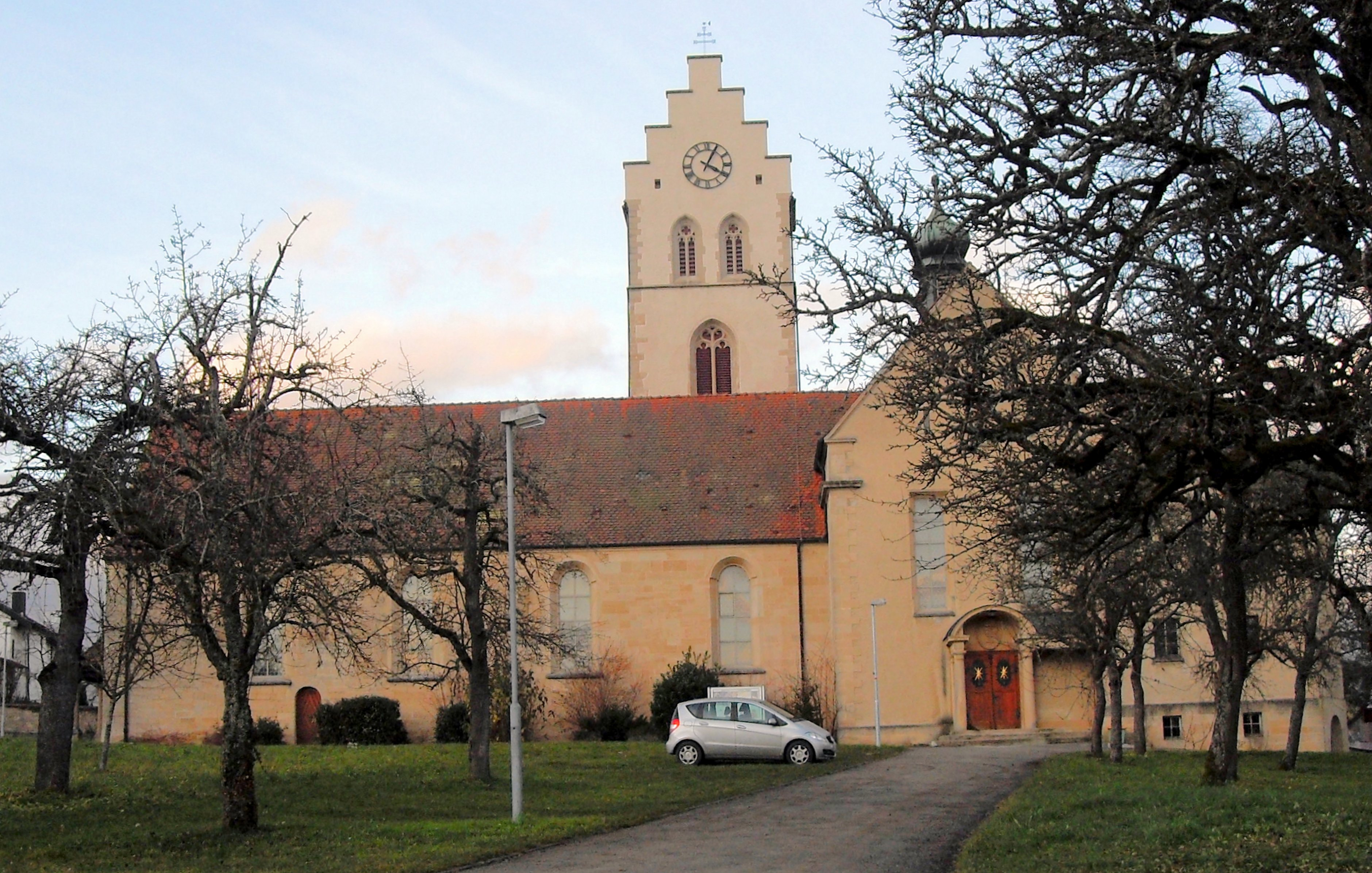
Pfarrkirche St. Laurentius

- Burg Tengen. Die sogenannte „Hinterburg“ oder „Burg Hintertengen“. Von ihr erhalten ist nur noch der Bergfried.
- Kath. Kapelle St. Georg (Anfang 14. Jh. erbaut, barockisiert). Die erhaltene Burgkapelle der „Hinterburg“.
- Die Reste des römischen Gutshofs bei Büßlingen sind als Freilichtmuseum angelegt.
- Schloss Blumenfeld

#### Kath. Pfarrkirche St. Laurentius
Die etwas erhöhte Lage der Kirche verweist auf eine ehemalige Funktion als Wehrkirche. Der jetzige Bau ist im Kern frühgotisch (13. Jahrhundert), was an kleinen zugemauerten Spitzbogenfenstern an der Südwand zu erkennen ist. Mehrere Umbauten haben die Kirche stark verändert:
- 1518 Neubau des Turmes
- um 1730 umfassender Umbau und Barockisierung
- 1880 und 1909 Restaurierungen
- 1929/1930 massive Erweiterung durch Neubau von Chor, Querhaus und Sakristei
- 1934 Erhöhung des Turmes

Die Ausstattung es Innenraumes hat noch heute eine einheitliche barocke Ausstrahlung.
- Siehe auch → Burgenweg 1

### Natur und Landschaft

#### Mühlbachschlucht
Östlich der Altstadt gelegene Schlucht des Mühlbachs mit mehreren sehenswerten Wasserfällen. In der Schlucht steht eine Mühlenruine mit laufendem Mühlenrad. Ein Besucherweg mit Brücken und Stegen führt am Mühlbach entlang, vorbei an den Wasserfällen.

#### Blumenfelder Wasserfall

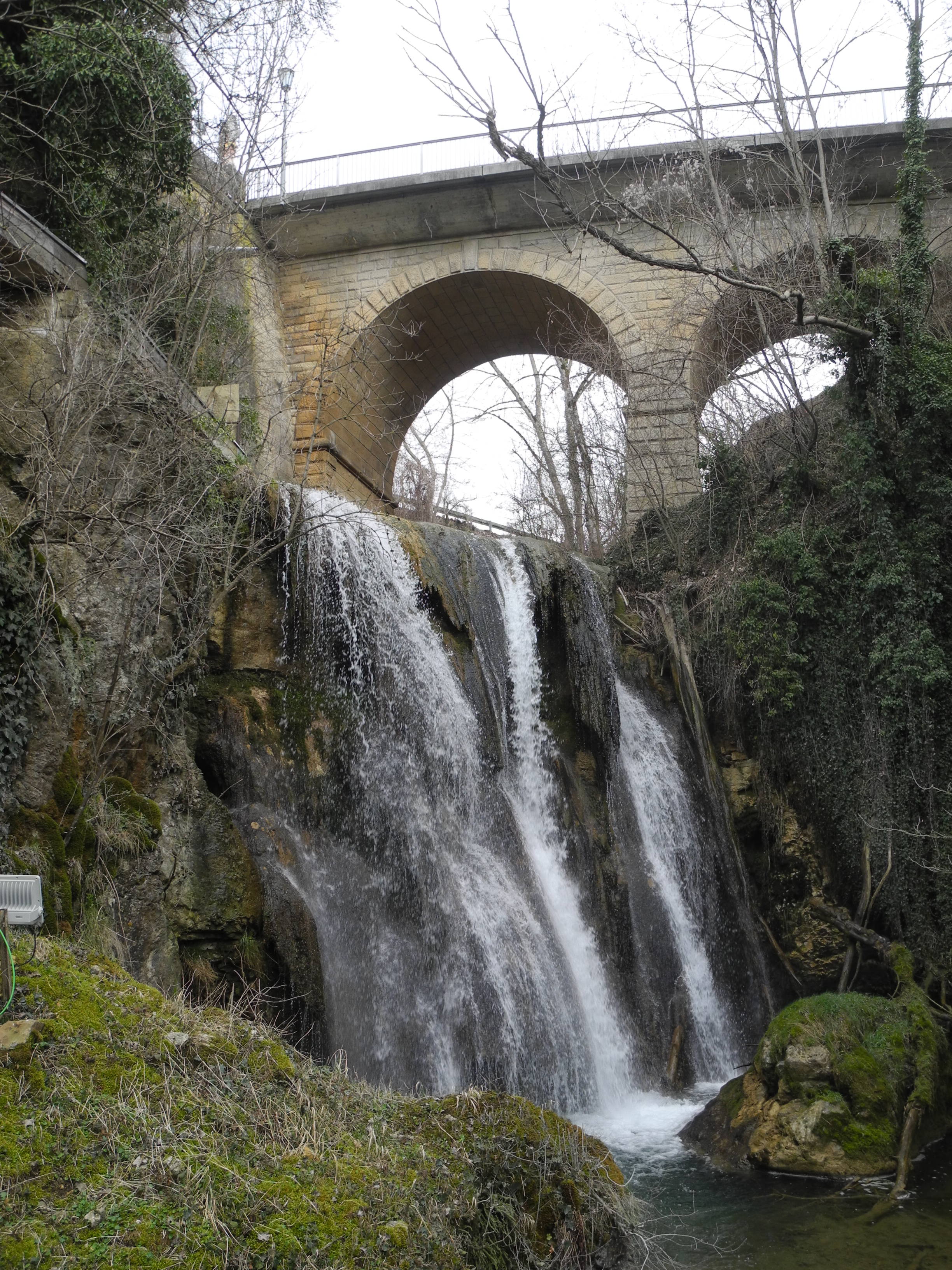
Blumenfelder Wasserfall unter der Biberbrücke

Wasserfall der Biber unter der Brücke, die in die Altstadt von Blumenfeld führt. Hier kann es infolge schwerer Regenfälle zu starken Anschwellungen des Flusses kommen, was im Umland zu massiven Überschwemmungen führen kann. So kann man beispielsweise in einer Notiz aus dem Jahre 1753 lesen: „Die Landschaft Blumenfeld ist durch Schauer- und Hagelwetter auf den Bettelstab gebracht worden.“

#### Gerichtslinde Tengen
Die alte Gerichtslinde steht nördlich von Tengen am „Tengener Eck“ neben der Kreisstraße 6137, der Leipferdinger Straße, kaum 200 m vor dem Berghof im freien Feld. Die als Naturdenkmal ausgewiesene Sommerlinde hat ein geschätztes Alter von 300–400 Jahren.
Laut angebrachter Beschilderung haben hier zuvor schon im Mittelalter die jährlichen Tengener Gerichtstage stattgefunden.

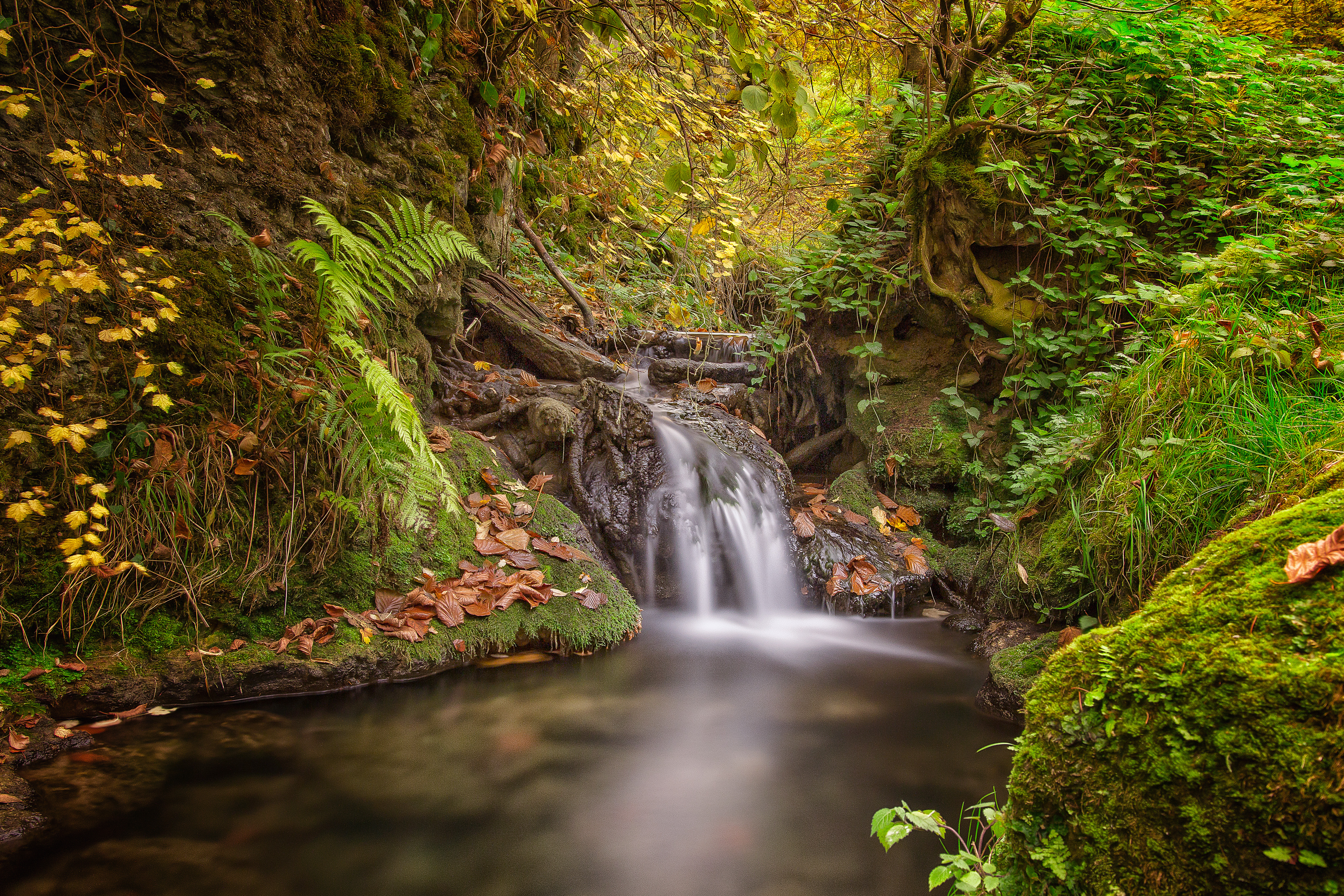
Wasserfall in der Mühlbachschlucht
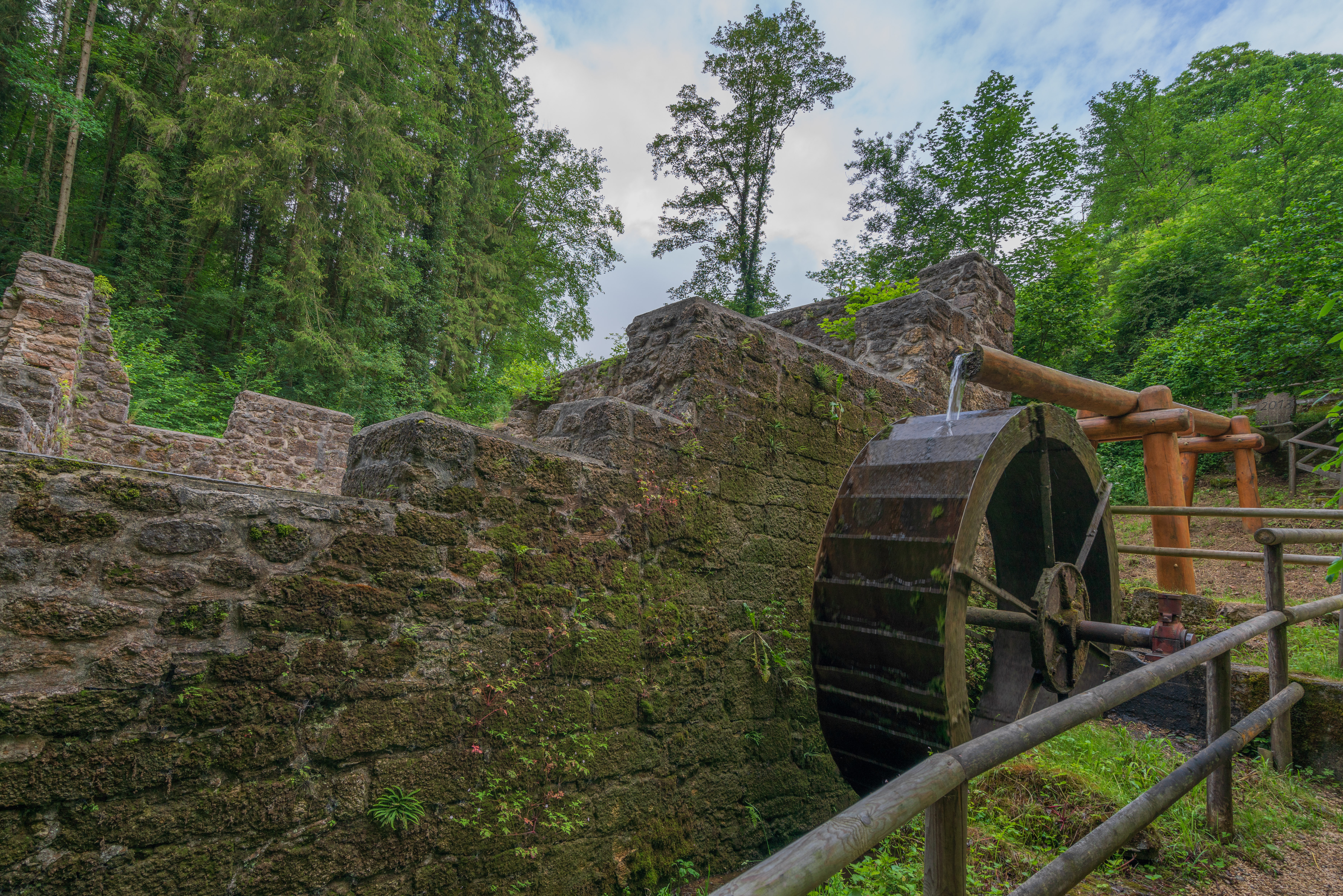
Mühlenruine in der Mühlbachschlucht
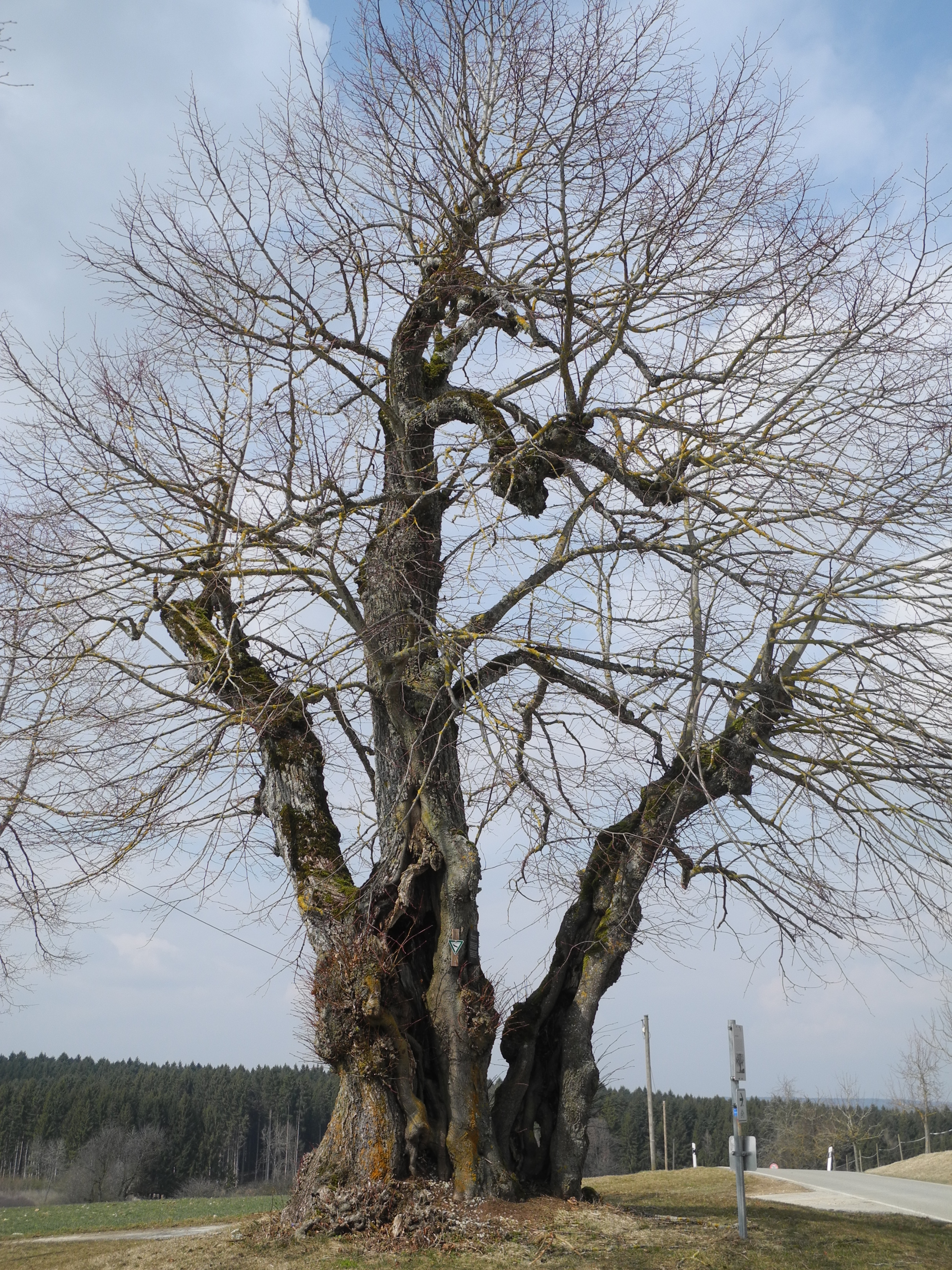
Gerichtslinde am „Tengener Eck“

### Touristische Routen und Wanderwege
Tengen liegt an der Römerstraße Neckar–Alb–Aare, die an vielen Sehenswürdigkeiten vorbeiführt.
Im Norden reicht die Gemarkung bis zu dem Höhenrücken, der das Bodenseebecken vom Donautal trennt. Auf diesem verläuft die Europäische Wasserscheide, auf mehreren Kilometern auch der Alte Postweg, ein historischer Verkehrsweg von überregionaler Bedeutung.

## Persönlichkeiten

### Söhne und Töchter der Gemeinde
- Franz Christoph von Scheyb (1704–1777), Schriftsteller
- Matthäus Cornelius Münch (1771–1853), Geistlicher und Pädagoge
- Josef Benignus Maus (1775–1856), Historiker
- Otto Lueger (1843–1911), Ingenieur, Herausgeber des Lexikons der gesamten Technik
- Albert Maier (1873–1961), Pädagoge und Politiker
- Natascha Ungeheuer (eigentlich Ursula Rosa Ungeheuer) (* 1937), Malerin und Schauspielerin
- Christine Muscheler-Frohne (* 1950), Politikerin (Grüne), ehemalige Landtagsabgeordnete
- Andreas Gruschke (1960–2018), Autor, Fotograf und Tibetkundler
- Otto Sauter (* 1961), Piccolo-Trompeter mit Spezialisierung Barockmusik

### Sonstige Persönlichkeiten
- Traugott Freiherr von Stackelberg (1891–1970), Mediziner, Maler, Schriftsteller
- Heidi Tübinger (* 1936), Malerin
- Gottfried Hummel (* 1968), Komponist und Dirigent der Stadtkapelle Tengen von 2016 bis 2022, Komponist und Texter des Liedes „Engen, Tengen, Blumenfeld, sind die schönsten Städt der Welt“.